# هیچی ندارم
«هیچی ندارم» (به انگلیسی: I Have Nothing) تک‌آهنگی از ویتنی هیوستون است که در سال ۱۹۹۳ میلادی منتشر شد. این تک‌آهنگ در آلبوم محافظ شخصی: موسیقی متن اصلی قرار داشت.
این تک‌آهنگ در چارت‌های در رتبه اول و در چارت‌های بریتانیا، جزو ده ترانه اول قرار گرفت.